# Samuel Blixen García
Samuel Gonzalo Blixen García (1944) es un escritor y periodista uruguayo.
En su juventud formó parte del Movimiento de Liberación Nacional Tupamaros.
En la actualidad contribuye con el semanario Brecha. También ejerce la docencia en periodismo en el ámbito de la UdelaR.

## Selección de obras
- 2023: Intrigas Cruzadas. Mafia y Terrorismo en las Fuerzas Armadas. Coautor junto a Nilo Patiño. Montevideo: Editorial Brecha
- 2004: Historias de hombres libres en cautiverio. Montevideo: Trilce.
- 1996: El vientre del Cóndor. Montevideo: Editorial Brecha
- 1991: José Pedro Cardoso: recuerdos cargados de futuro. Montevideo: Trilce.
- 1990: El enjuague uruguayo: secreto bancario y tráfico de drogas. Montevideo: Trilce.